# Judo-Mixed-Team-Europameisterschaft 2024
Die Judo-Mixed-Team-Europameisterschaft 2024 wurde am 28. April in der Arena Zagreb in Zagreb, Kroatien ausgetragen.

## Bilanz

### Medaillenspiegel
| Platz  | Land        | Gold | Silber | Bronze | Gesamt |
| ------ | ----------- | ---- | ------ | ------ | ------ |
| 1      | Frankreich  | 1    | —      | —      | 1      |
| 2      | Georgien    | —    | 1      | —      | 1      |
| 3      | Deutschland | —    | —      | 1      | 1      |
| 3      | Serbien     | —    | —      | 1      | 1      |
| Gesamt | Gesamt      | 1    | 1      | 2      | 4      |

### Medaillengewinner
| Gold | Silber | Bronze |
| --- | --- | --- |
| FrankreichMatheo Akiana Mongo Eniel Caroly Léa Fontaine Joan-Benjamin Gaba Priscilla Gneto Maxime Gobert Alexis Matthieu Faiza Mokdar Margaux Pinot Khamzat Saparbaev Florine Soula Julia Tolofua | GeorgienEter Askilaschwili Lascha Bekauri Giorgi Chichelidze Nino Gulbani Saba Inaneischwili Giorgi Jabniaschwili Eteri Liparteliani Nino Loladze Lascha Schawdatuaschwili Sopio Somchischwili Mariam Tchanturia Guram Tuschischwili | DeutschlandSamira Bock Johannes Frey Johann Lenz Renée Lucht Anna Monta Olek Jano Rübo Jana Ziegler                                                                            |
| FrankreichMatheo Akiana Mongo Eniel Caroly Léa Fontaine Joan-Benjamin Gaba Priscilla Gneto Maxime Gobert Alexis Matthieu Faiza Mokdar Margaux Pinot Khamzat Saparbaev Florine Soula Julia Tolofua | GeorgienEter Askilaschwili Lascha Bekauri Giorgi Chichelidze Nino Gulbani Saba Inaneischwili Giorgi Jabniaschwili Eteri Liparteliani Nino Loladze Lascha Schawdatuaschwili Sopio Somchischwili Mariam Tchanturia Guram Tuschischwili | SerbienDarko Brasnjovic Jovana Bunčić Strahinja Bunčić Jovana Cakarevic Milica Cvijic Filip Jovanovic Nemanja Majdov Marica Perišić Andrea Stojadinov Igor Vracar Milica Žabić |